# Formule 1 in 2010

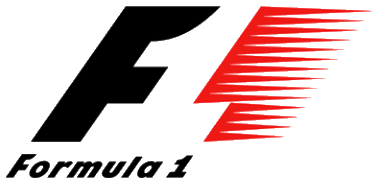
Formule 1 logo

Het Formule 1-seizoen 2010 was het 61ste seizoen FIA Formula One World Championship. Het startte op 14 maart en eindigde op 14 november na negentien races.
Het Red Bull Racing team behaalde in 2010 de overwinning bij de constructeurs. De titel bij de coureurs werd gewonnen door Sebastian Vettel tijdens de laatste race van het seizoen; de Grand Prix van Abu Dhabi. Hij werd hiermee de jongste wereldkampioen in de Formule 1 met een leeftijd van 23 jaar en 134 dagen.

## Algemeen

### Regelwijzigingen
- In dit seizoen mag er niet meer worden bijgetankt tijdens de race, dit wil zeggen dat de benzinetanks aanzienlijk groter zullen zijn. Het tankverbod is niet nieuw in de Formule 1; vanaf het begin tot en met 1981 en van 1984 tot en met 1993 was tanken eveneens verboden.
- Een pitstop dient vanaf dit seizoen alleen voor het wisselen van banden, aangezien je verplicht bent de harde en de zachte soort te gebruiken, en voor het uitvoeren van noodreparaties.
- Het minimumgewicht van de auto's wordt omhoog gebracht met 15 kg; van 605 kg naar 620 kg.
- De wieldeksels zijn vanaf dit seizoen verboden.
- Om de gripbalans te verbeteren worden de voorbanden smaller gemaakt, zodat er meer grip op de achterbanden zit.
- De FOTA heeft besloten dat KERS niet meer gebruikt zal worden in dit seizoen wegens de hoge kosten en de slechte betrouwbaarheid.[1] Officieel mag KERS nog altijd worden gebruikt door de FIA.
- Vanaf dit seizoen maakt de Formule 1 gebruik van een nieuw puntensysteem. Waar in het verleden nog acht coureurs punten kregen, zijn dit vanaf het seizoen 2010 tien coureurs. De verdeling is als volgtvoor de top tien: 25, 18, 15, 12, 10, 8, 6, 4, 2 en 1.[2]
- Vanaf dit seizoen is het zo dat als een coureur twee extra motoren nodig heeft binnen één raceweekend, hij tien startplaatsen naar achteren wordt gezet voor de race van dat weekend en tien startplekken verliest bij de volgende Grand Prix.[3]
- De coureurs moeten vanaf dit jaar de race beginnen op dezelfde set banden als waarmee zij hun snelste tijd in het laatste deel van de kwalificatie (Q3) hebben gereden.
- Het aantal sets droogweerbanden te gebruiken per weekend is teruggebracht van veertien naar elf sets. Ook moeten de teams één set banden inleveren voor de tweede vrije training en twee sets voor de derde vrije training. Dit is om de teams te stimuleren op de baan te komen tijdens een vrije training (anders laten ze drie sets banden onbenut).[4]
- De elektrische 'jack' (het karretje waarmee de voorkant van de auto wordt opgetild) is vanaf dit jaar verboden. Nu zal de wagen weer op de ouderwetse manier worden opgetild door middel van een steekkarretje.[5]
- Vanaf de Grand Prix van Spanje 2010 zijn de zijspiegels op de sidepods verboden. De teams zijn vanaf de vijfde race dus verplicht de zijspiegels (weer) op de cockpitrand te plaatsen. Dit kwam doordat enkele coureurs nog nauwelijks in hun zijspiegels konden kijken wat gevaarlijke situaties veroorzaakte.

## Kalender

Landen die in 2010 een Grand Prix organiseerden zijn getoond in het groen, voormalige organiserende landen zijn getoond in het donkergrijs.

Op 21 september 2009 maakte de FIA de voorlopige kalender voor het seizoen 2010 bekend, met hierop 19 races. Op 9 oktober 2009 maakte de FIA echter bekend de Grand Prix van Monaco een week naar voren te schuiven (van 23 mei naar 16 mei). Dit omwille van de logistieke moeilijkheden die er zouden kunnen optreden als een week na Monaco al de race in Istanboel op het programma stond. Op 11 december 2009 werd de officiële kalender bekendgemaakt.
| GP nr. | Ronde | Grand Prix              | Circuit                        | Plaats            | Datum        |
| ------ | ----- | ----------------------- | ------------------------------ | ----------------- | ------------ |
| 821    | 1     | GP van Bahrein          | Bahrain International Circuit  | Sakhir            | 14 maart     |
| 822    | 2     | GP van Australië        | Albert Park                    | Melbourne         | 28 maart     |
| 823    | 3     | GP van Maleisië         | Sepang International Circuit   | Sepang            | 4 april      |
| 824    | 4     | GP van China            | Shanghai International Circuit | Shanghai          | 18 april     |
| 825    | 5     | GP van Spanje           | Circuit de Barcelona-Catalunya | Montmeló          | 9 mei        |
| 826    | 6     | GP van Monaco           | Circuit de Monaco              | Monte Carlo       | 16 mei       |
| 827    | 7     | GP van Turkije          | Intercity Istanbul Park        | Tuzla             | 30 mei       |
| 828    | 8     | GP van Canada           | Circuit Gilles Villeneuve      | Montreal (Quebec) | 13 juni      |
| 829    | 9     | GP van Europa           | Valencia Street Circuit        | Valencia          | 27 juni      |
| 830    | 10    | GP van Groot-Brittannië | Silverstone Circuit            | Silverstone       | 11 juli      |
| 831    | 11    | GP van Duitsland        | Hockenheimring                 | Hockenheim        | 25 juli      |
| 832    | 12    | GP van Hongarije        | Hungaroring                    | Mogyoród          | 1 augustus   |
| 833    | 13    | GP van België           | Circuit Spa-Francorchamps      | Stavelot          | 29 augustus  |
| 834    | 14    | GP van Italië           | Autodromo Nazionale Monza      | Monza             | 12 september |
| 835    | 15    | GP van Singapore        | Marina Bay Street Circuit      | Singapore         | 26 september |
| 836    | 16    | GP van Japan            | Suzuka Circuit                 | Suzuka            | 10 oktober   |
| 838    | 18    | GP van Korea            | Korean International Circuit   | Yeongam           | 24 oktober   |
| 838    | 18    | GP van Brazilië         | Autódromo José Carlos Pace     | São Paulo         | 7 november   |
| 839    | 19    | GP van Abu Dhabi        | Yas Marina Circuit             | Abu Dhabi         | 14 november  |

### Kalenderwijzigingen in 2010
Veranderingen ten opzichte van het voorgaande jaar:
- De Grand Prix van Bahrein werd verreden op het verlengde circuit, een rondje was nu 6,299 km lang en voordien 5,412 km.
- De Grand Prix van Groot-Brittannië werd weer op het Silverstone Circuit verreden en niet, zoals oorspronkelijk de bedoeling was, op Donington Park.[7][8] Het circuit van Silverstone maakte in 2010 ook voor het eerst gebruik van het nieuwe 'Arena'-gedeelte, dit zorgde ervoor dat een ronde nu 5,901 km lang is en voorheen 5,141 km.
- De Grand Prix van Duitsland werd dit jaar weer verreden op de Hockenheimring in plaats van de Nürburgring.
- De Grand Prix van Canada is terug voor vijf jaar, na een afwezigheid van een jaar.
- De Grand Prix van Japan werd weer op het Suzuka Circuit verreden en niet op de Fuji Speedway.
- De Grand Prix van Korea stond voor de eerste keer op de kalender van de Formule 1. Op 12 oktober 2010 werd bekendgemaakt dat de Grand Prix door zou gaan.[9]

### Testsessies
Het testen voor seizoen 2010 begon op 1 december 2009 met de 'Young Driver Test' (voor coureurs met minder dan drie Formule 1-starts op hun naam) in het Spaanse Jerez. Brits Formule 3-kampioen Daniel Ricciardo, uitkomend voor het team van Red Bull Racing, was hier de snelste over de drie dagen, met een tijd van 01:17.418. Net als in 2009 mogen de teams maximaal 15.000 km afleggen over 15 dagen in de maand februari. Testsessies vonden plaats in Valencia (1-3 februari), in Jerez (10-13 en 17-20 februari) en in Barcelona (25-28 februari).
Het testseizoen begon op 1 februari op het Circuit Ricardo Tormo in Valencia met 7 teams. Ferrari domineerde deze testsessie, met Felipe Massa op dag één en dag twee als snelste man. Op dag drie was Fernando Alonso (voor het eerst uitkomend voor Ferrari) de snelste man over de drie dagen met een tijd van 1:11.470. Vitali Petrov en Nico Hülkenberg maakten hun testdebuut voor het seizoen.
De tweede sessie, op het circuit van Jerez, werd vooral verreden in zware stortbuien. Het team van Virgin Racing maakte zijn publieke testdebuut, maar moest na vijf ronden alweer ophouden door tekort aan onderdelen. Lewis Hamilton zette op zaterdag met een tijd van 1:19.583 de snelste tijd van de vier dagen neer.
De derde sessie, ook op het circuit van Jerez, werd verreden onder verschillende weertypes. Lotus Racing maakte zijn publieke testdebuut met de T127. Op de derde dag was het zonnig weer en zette Mark Webber de snelste tijd van de dag neer, maar Jenson Button was de snelste over de vier dagen met een tijd van 1:18.871.
De laatste testsessie vond plaats op het circuit van Barcelona. De test begon zonnig, maar zo nu en dan viel er een bui. Virgins testweekend werd weer belemmerd door een crash van Lucas di Grassi en door hydraulische problemen. Lewis Hamilton zette de snelste tijd van het weekend neer (1:20.472), net als de andere teams deed hij ook een kwalificatiesimulatie.

### Autopresentaties
| Constructeur         | Chassis | Presentatiedatum | Presentatielocatie           |
| -------------------- | ------- | ---------------- | ---------------------------- |
| Ferrari              | F10     | 28 januari 2010  | Maranello, Italië            |
| McLaren Mercedes     | MP4-25  | 29 januari 2010  | Newbury, Verenigd Koninkrijk |
| BMW Sauber Ferrari   | C29     | 31 januari 2010  | Cheste, Spanje               |
| Renault              | R30     | 31 januari 2010  | Cheste, Spanje               |
| Mercedes GP          | MGP W01 | 1 februari 2010² | Cheste, Spanje               |
| STR Ferrari          | STR5    | 1 februari 2010  | Cheste, Spanje               |
| Williams Cosworth    | FW32    | 1 februari 2010  | Cheste, Spanje               |
| Virgin Cosworth      | VR-01   | 3 februari 2010  | Online³                      |
| Force India Mercedes | VJM03   | 9 februari 2010  | Online                       |
| RBR Renault          | RB6     | 10 februari 2010 | Jerez, Spanje                |
| Lotus Cosworth       | T127    | 12 februari 2010 | Londen, Verenigd Koninkrijk  |
| HRT Cosworth         | F110    | 4 maart 2010     | Murcia, Spanje               |

² De teampresentatie van Mercedes GP werd op 25 januari in Stuttgart, Duitsland gehouden. De nieuwe bolide voor 2010 werd toen echter nog niet voorgesteld.
³ Beeldmateriaal van de Virgin-wagen werd gemaakt in Leighton Buzzard, Verenigd Koninkrijk. Hier mocht geen pers of ander publiek bij aanwezig zijn.

## Ingeschreven teams en coureurs
Alle deelnemende teams voor het seizoen 2010 waren verbonden met de FOTA (Formula One Teams Association). Het Sauber F1 Team was nog lid van de FOTA onder de naam van het voormalig BMW Sauber F1 Team.
De volgende teams en coureurs namen deel aan het 'FIA Wereldkampioenschap Formule 1' 2010. Alle teams reden met banden geleverd door Bridgestone.
| Inschrijving                 | Constructeur         | Chassis | Motor             | Nr. | Coureur            | Ronde        | Coureur vrije training         | Ronde             |
| ---------------------------- | -------------------- | ------- | ----------------- | --- | ------------------ | ------------ | ------------------------------ | ----------------- |
| Vodafone McLaren Mercedes    | McLaren Mercedes     | MP4-25  | Mercedes FO108X   | 1   | Jenson Button      | Alle         |                                |                   |
| Vodafone McLaren Mercedes    | McLaren Mercedes     | MP4-25  | Mercedes FO108X   | 2   | Lewis Hamilton     | Alle         |                                |                   |
| Mercedes GP Petronas F1 Team | Mercedes GP          | MGP W01 | Mercedes FO108X   | 3   | Michael Schumacher | Alle         |                                |                   |
| Mercedes GP Petronas F1 Team | Mercedes GP          | MGP W01 | Mercedes FO108X   | 4   | Nico Rosberg       | Alle         |                                |                   |
| Red Bull Racing              | RBR Renault          | RB6     | Renault RS27-2010 | 5   | Sebastian Vettel   | Alle         |                                |                   |
| Red Bull Racing              | RBR Renault          | RB6     | Renault RS27-2010 | 6   | Mark Webber        | Alle         |                                |                   |
| Scuderia Ferrari Marlboro    | Ferrari              | F10     | Ferrari 056       | 7   | Felipe Massa       | Alle         |                                |                   |
| Scuderia Ferrari Marlboro    | Ferrari              | F10     | Ferrari 056       | 8   | Fernando Alonso    | Alle         |                                |                   |
| AT&T Williams                | Williams Cosworth    | FW32    | Cosworth CA2010   | 9   | Rubens Barrichello | Alle         |                                |                   |
| AT&T Williams                | Williams Cosworth    | FW32    | Cosworth CA2010   | 10  | Nico Hülkenberg    | Alle         |                                |                   |
| Renault F1 Team              | Renault              | R30     | Renault RS27-2010 | 11  | Robert Kubica      | Alle         |                                |                   |
| Renault F1 Team              | Renault              | R30     | Renault RS27-2010 | 12  | Vitali Petrov      | Alle         |                                |                   |
| Force India F1 team          | Force India Mercedes | VJM03   | Mercedes FO108X   | 14  | Adrian Sutil       | Alle         | Paul di Resta                  | 2–5, 9–10, 12, 14 |
| Force India F1 team          | Force India Mercedes | VJM03   | Mercedes FO108X   | 15  | Vitantonio Liuzzi  | Alle         | Paul di Resta                  | 2–5, 9–10, 12, 14 |
| Scuderia Toro Rosso          | STR Ferrari          | STR5    | Ferrari 056       | 16  | Sébastien Buemi    | Alle         |                                |                   |
| Scuderia Toro Rosso          | STR Ferrari          | STR5    | Ferrari 056       | 17  | Jaime Alguersuari  | Alle         |                                |                   |
| Lotus Racing                 | Lotus Cosworth       | T127    | Cosworth CA2010   | 18  | Jarno Trulli       | Alle         | Fairuz Fauzy                   | 3, 10–11, 15, 19  |
| Lotus Racing                 | Lotus Cosworth       | T127    | Cosworth CA2010   | 19  | Heikki Kovalainen  | Alle         | Fairuz Fauzy                   | 3, 10–11, 15, 19  |
| HRT F1 Team                  | HRT Cosworth         | F110    | Cosworth CA2010   | 20  | Karun Chandhok     | 1–10         | Christian Klien Sakon Yamamoto | 5, 9 7            |
| HRT F1 Team                  | HRT Cosworth         | F110    | Cosworth CA2010   | 20  | Sakon Yamamoto     | 11–14, 16–17 | Christian Klien Sakon Yamamoto | 5, 9 7            |
| HRT F1 Team                  | HRT Cosworth         | F110    | Cosworth CA2010   | 20  | Christian Klien    | 15, 18–19    | Christian Klien Sakon Yamamoto | 5, 9 7            |
| HRT F1 Team                  | HRT Cosworth         | F110    | Cosworth CA2010   | 21  | Bruno Senna        | 1–9, 11–19   | Christian Klien Sakon Yamamoto | 5, 9 7            |
| HRT F1 Team                  | HRT Cosworth         | F110    | Cosworth CA2010   | 21  | Sakon Yamamoto     | 10           | Christian Klien Sakon Yamamoto | 5, 9 7            |
| BMW Sauber F1 Team           | BMW Sauber Ferrari   | C29     | Ferrari 056       | 22  | Pedro de la Rosa   | 1–14         |                                |                   |
| BMW Sauber F1 Team           | BMW Sauber Ferrari   | C29     | Ferrari 056       | 22  | Nick Heidfeld      | 15-19        |                                |                   |
| BMW Sauber F1 Team           | BMW Sauber Ferrari   | C29     | Ferrari 056       | 23  | Kamui Kobayashi    | Alle         |                                |                   |
| Virgin Racing                | Virgin Cosworth      | VR-01   | Cosworth CA2010   | 24  | Timo Glock         | Alle         | Jérôme D'Ambrosio              | 15–18             |
| Virgin Racing                | Virgin Cosworth      | VR-01   | Cosworth CA2010   | 25  | Lucas di Grassi    | Alle         | Jérôme D'Ambrosio              | 15–18             |

## Resultaten en klassement

### Grands Prix
| Ronde | Grand Prix              | Poleposition     | Winnende coureur | Winnende constructeur   | Snelste ronde    | Verslag |
| ----- | ----------------------- | ---------------- | ---------------- | ----------------------- | ---------------- | ------- |
| 1     | Bahrain Grand Prix      | Sebastian Vettel | Fernando Alonso  | Ferrari                 | Fernando Alonso  | Verslag |
| 2     | GP van Australië        | Sebastian Vettel | Jenson Button    | McLaren-Mercedes        | Mark Webber      | Verslag |
| 3     | GP van Maleisië         | Mark Webber      | Sebastian Vettel | Red Bull Racing-Renault | Mark Webber      | Verslag |
| 4     | GP van China            | Sebastian Vettel | Jenson Button    | McLaren-Mercedes        | Lewis Hamilton   | Verslag |
| 5     | GP van Spanje           | Mark Webber      | Mark Webber      | Red Bull Racing-Renault | Lewis Hamilton   | Verslag |
| 6     | GP van Monaco           | Mark Webber      | Mark Webber      | Red Bull Racing-Renault | Sebastian Vettel | Verslag |
| 7     | GP van Turkije          | Mark Webber      | Lewis Hamilton   | McLaren-Mercedes        | Vitaly Petrov    | Verslag |
| 8     | GP van Canada           | Lewis Hamilton   | Lewis Hamilton   | McLaren-Mercedes        | Robert Kubica    | Verslag |
| 9     | GP van Europa           | Sebastian Vettel | Sebastian Vettel | Red Bull Racing-Renault | Jenson Button    | Verslag |
| 10    | GP van Groot-Brittannië | Sebastian Vettel | Mark Webber      | Red Bull Racing-Renault | Fernando Alonso  | Verslag |
| 11    | GP van Duitsland        | Sebastian Vettel | Fernando Alonso  | Ferrari                 | Sebastian Vettel | Verslag |
| 12    | GP van Hongarije        | Sebastian Vettel | Mark Webber      | Red Bull Racing-Renault | Sebastian Vettel | Verslag |
| 13    | GP van België           | Mark Webber      | Lewis Hamilton   | McLaren-Mercedes        | Lewis Hamilton   | Verslag |
| 14    | GP van Italië           | Fernando Alonso  | Fernando Alonso  | Ferrari                 | Fernando Alonso  | Verslag |
| 15    | GP van Singapore        | Fernando Alonso  | Fernando Alonso  | Ferrari                 | Fernando Alonso  | Verslag |
| 16    | GP van Japan            | Sebastian Vettel | Sebastian Vettel | Red Bull Racing-Renault | Mark Webber      | Verslag |
| 17    | GP van Korea            | Sebastian Vettel | Fernando Alonso  | Ferrari                 | Fernando Alonso  | Verslag |
| 18    | GP van Brazilië         | Nico Hülkenberg  | Sebastian Vettel | Red Bull Racing-Renault | Lewis Hamilton   | Verslag |
| 19    | GP van Abu Dhabi        | Sebastian Vettel | Sebastian Vettel | Red Bull Racing-Renault | Lewis Hamilton   | Verslag |

### Puntentelling
Vanaf 2010 werd een nieuw puntensysteem ingevoerd. Punten werden toegekend aan de top tien geklasseerde coureurs.
| Positie | 01e0 | 02e0 | 03e0 | 04e0 | 05e0 | 06e0 | 07e0 | 08e0 | 09e0 | 010e0 |
| Punten  | 25   | 18   | 15   | 12   | 10   | 8    | 6    | 4    | 2    | 1     |

### Klassement bij de coureurs
| Pos. | Coureur            | BHR | AUS  | MAL | CHN | SPA  | MON | TUR | CAN | EUR | GBR | DUI | HON | BEL | ITA | SIN | JPN | KOR  | BRA | ABU | Punten |
| ---- | ------------------ | --- | ---- | --- | --- | ---- | --- | --- | --- | --- | --- | --- | --- | --- | --- | --- | --- | ---- | --- | --- | ------ |
| 1    | Sebastian Vettel   | 4P  | DNFP | 1   | 6P  | 3    | 2S  | DNF | 4   | 1P  | 7P  | 3PS | 3PS | 15  | 4   | 2   | 1P  | DNFP | 1   | 1P  | 256    |
| 2    | Fernando Alonso    | 1S  | 4    | 13† | 4   | 2    | 6   | 8   | 3   | 8   | 14S | 1   | 2   | DNF | 1PS | 1PS | 3   | 1S   | 3   | 7   | 252    |
| 3    | Mark Webber        | 8   | 9S   | 2PS | 8   | 1P   | 1P  | 3P  | 5   | DNF | 1   | 6   | 1   | 2P  | 6   | 3   | 2S  | DNF  | 2   | 8   | 242    |
| 4    | Lewis Hamilton     | 3   | 6    | 6   | 2S  | 14†S | 5   | 1   | 1P  | 2   | 2   | 4   | DNF | 1S  | DNF | DNF | 5   | 2    | 4S  | 2S  | 240    |
| 5    | Jenson Button      | 7   | 1    | 8   | 1   | 5    | DNF | 2   | 2   | 3S  | 4   | 5   | 8   | DNF | 2   | 4   | 4   | 12   | 5   | 3   | 214    |
| 6    | Felipe Massa       | 2   | 3    | 7   | 9   | 6    | 4   | 7   | 15  | 11  | 15  | 2   | 4   | 4   | 3   | 8   | DNF | 3    | 15  | 10  | 144    |
| 7    | Nico Rosberg       | 5   | 5    | 3   | 3   | 13   | 7   | 5   | 6   | 10  | 3   | 8   | DNF | 6   | 5   | 5   | 17† | DNF  | 6   | 4   | 142    |
| 8    | Robert Kubica      | 11  | 2    | 4   | 5   | 8    | 3   | 6   | 7S  | 5   | DNF | 7   | DNF | 3   | 8   | 7   | DNF | 5    | 9   | 5   | 136    |
| 9    | Michael Schumacher | 6   | 10   | DNF | 10  | 4    | 12  | 4   | 11  | 15  | 9   | 9   | 11  | 7   | 9   | 13  | 6   | 4    | 7   | DNF | 72     |
| 10   | Rubens Barrichello | 10  | 8    | 12  | 12  | 9    | DNF | 14  | 14  | 4   | 5   | 12  | 10  | DNF | 10  | 6   | 9   | 7    | 14  | 12  | 47     |
| 11   | Adrian Sutil       | 12  | DNF  | 5   | 11  | 7    | 8   | 9   | 10  | 6   | 8   | 17  | DNF | 5   | 16  | 9   | DNF | DNF  | 12  | 13  | 47     |
| 12   | Kamui Kobayashi    | DNF | DNF  | DNF | DNF | 12   | DNF | 10  | DNF | 7   | 6   | 11  | 9   | 8   | DNF | DNF | 7   | 8    | 10  | 14  | 32     |
| 13   | Vitali Petrov      | DNF | DNF  | DNF | 7   | 11   | 13† | 15S | 17  | 14  | 13  | 10  | 5   | 9   | 13  | 11  | DNF | DNF  | 16  | 6   | 27     |
| 14   | Nico Hülkenberg    | 14  | DNF  | 10  | 15  | 16   | DNF | 17  | 13  | DNF | 10  | 13  | 6   | 14  | 7   | 10  | DNF | 10   | 8P  | 16  | 22     |
| 15   | Vitantonio Liuzzi  | 9   | 7    | DNF | DNF | 15†  | 9   | 13  | 9   | 16  | 11  | 16  | 13  | 10  | 12  | DNF | DNF | 6    | DNF | DNF | 21     |
| 16   | Sébastien Buemi    | 16† | DNF  | 11  | DNF | DNF  | 10  | 16  | 8   | 9   | 12  | DNF | 12  | 12  | 11  | 14  | 10  | DNF  | 13  | 15  | 8      |
| 17   | Pedro de la Rosa   | DNF | 12   | DNS | DNF | DNF  | DNF | 11  | DNF | 12  | DNF | 14  | 7   | 11  | 14  |     |     |      |     |     | 6      |
| 18   | Nick Heidfeld      |     |      |     |     |      |     |     |     |     |     |     |     |     |     | DNF | 8   | 9    | 17  | 11  | 6      |
| 19   | Jaime Alguersuari  | 13  | 11   | 9   | 13  | 10   | 11  | 12  | 12  | 13  | DNF | 15  | DNF | 13  | 15  | 12  | 11  | 11   | 11  | 9   | 5      |
| 20   | Heikki Kovalainen  | 15  | 13   | NC  | 14  | DNS  | DNF | DNF | 16  | DNF | 17  | DNF | 14  | 16  | 18  | 16† | 12  | 13   | 18  | 17  | 0      |
| 21   | Jarno Trulli       | 17† | DNS  | 17  | DNF | 17   | 15† | DNF | DNF | 21  | 16  | DNF | 15  | 19  | DNF | DNF | 13  | DNF  | 19  | 21† | 0      |
| 22   | Karun Chandhok     | DNF | 14   | 15  | 17  | DNF  | 14† | 20† | 18  | 18  | 19  |     |     |     |     |     |     |      |     |     | 0      |
| 23   | Bruno Senna        | DNF | DNF  | 16  | 16  | DNF  | DNF | DNF | DNF | 20  |     | 19  | 17  | DNF | DNF | DNF | 15  | 14   | 21  | 19  | 0      |
| 24   | Lucas di Grassi    | DNF | DNF  | 14  | DNF | 19   | DNF | 19  | 19  | 17  | DNF | DNF | 18  | 17  | 20† | 15  | DNS | DNF  | NC  | 18  | 0      |
| 25   | Timo Glock         | DNF | DNF  | DNF | DNS | 18   | DNF | 18  | DNF | 19  | 18  | 18  | 16  | 18  | 17  | DNF | 14  | DNF  | 20  | DNF | 0      |
| 26   | Sakon Yamamoto     |     |      |     |     |      |     |     |     |     | 20  | DNF | 19  | 20  | 19  |     | 16  | 15   |     |     | 0      |
| 27   | Christian Klien    |     |      |     |     |      |     |     |     |     |     |     |     |     |     | DNF |     |      | 22  | 20  | 0      |
| Pos. | Coureur            | BHR | AUS  | MAL | CHN | SPA  | MON | TUR | CAN | EUR | GBR | DUI | HON | BEL | ITA | SIN | JPN | KOR  | BRA | ABU | Punten |

| Resultaat                       |
| ------------------------------- |
| Winnaar                         |
| Tweede plaats                   |
| Derde plaats                    |
| Gefinisht (punten behaald)      |
| Gefinisht (geen punten behaald) |
| Niet geklasseerd (NC)           |
| Uitgevallen (DNF)               |
| Niet gekwalificeerd (DNQ)       |
| Gediskwalificeerd (DSQ)         |
| Niet gestart (DNS)              |
| Gewond (INJ)                    |
| Uitgesloten (EX)                |
| Teruggetrokken (WD)             |
| Niet deelgenomen (blanco cel)   |
| P Pole position                 |
| S Snelste ronde                 |

† — Coureur is niet gefinisht in de GP, maar heeft wel 90% van de race-afstand afgelegd, waardoor hij als geklasseerd genoteerd staat.

### Klassement bij de constructeurs
| Pos. | Constructeur         | Nr. | BHR | AUS  | MAL | CHN | SPA  | MON | TUR | CAN | EUR | GBR | DUI | HON | BEL | ITA | SIN | JPN | KOR  | BRA | ABU | Punten |
| ---- | -------------------- | --- | --- | ---- | --- | --- | ---- | --- | --- | --- | --- | --- | --- | --- | --- | --- | --- | --- | ---- | --- | --- | ------ |
| 1    | RBR Renault          | 5   | 4P  | DNFP | 1   | 6P  | 3    | 2S  | DNF | 4   | 1P  | 7P  | 3PS | 3PS | 15  | 4   | 2   | 1P  | DNFP | 1   | 1P  | 498    |
| 1    | RBR Renault          | 6   | 8   | 9S   | 2PS | 8   | 1P   | 1P  | 3P  | 5   | DNF | 1   | 6   | 1   | 2P  | 6   | 3   | 2S  | DNF  | 2   | 8   | 498    |
| 2    | McLaren Mercedes     | 1   | 7   | 1    | 8   | 1   | 5    | DNF | 2   | 2   | 3S  | 4   | 5   | 8   | DNF | 2   | 4   | 4   | 12   | 5   | 3   | 454    |
| 2    | McLaren Mercedes     | 2   | 3   | 6    | 6   | 2S  | 14†S | 5   | 1   | 1P  | 2   | 2   | 4   | DNF | 1S  | DNF | DNF | 5   | 2    | 4S  | 2S  | 454    |
| 3    | Ferrari              | 7   | 2   | 3    | 7   | 9   | 6    | 4   | 7   | 15  | 11  | 15  | 2   | 4   | 4   | 3   | 8   | DNF | 3    | 15  | 10  | 396    |
| 3    | Ferrari              | 8   | 1S  | 4    | 13† | 4   | 2    | 6   | 8   | 3   | 8   | 14S | 1   | 2   | DNF | 1PS | 1PS | 3   | 1S   | 3   | 7   | 396    |
| 4    | Mercedes GP          | 3   | 6   | 10   | DNF | 10  | 4    | 12  | 4   | 11  | 15  | 9   | 9   | 11  | 7   | 9   | 13  | 6   | 4    | 7   | DNF | 214    |
| 4    | Mercedes GP          | 4   | 5   | 5    | 3   | 3   | 13   | 7   | 5   | 6   | 10  | 3   | 8   | DNF | 6   | 5   | 5   | 17† | DNF  | 6   | 4   | 214    |
| 5    | Renault              | 11  | 11  | 2    | 4   | 5   | 8    | 3   | 6   | 7S  | 5   | DNF | 7   | DNF | 3   | 8   | 7   | DNF | 5    | 9   | 5   | 163    |
| 5    | Renault              | 12  | DNF | DNF  | DNF | 7   | 11   | 13† | 15S | 17  | 14  | 13  | 10  | 5   | 9   | 13  | 11  | DNF | DNF  | 16  | 6   | 163    |
| 6    | Williams Cosworth    | 9   | 10  | 8    | 12  | 12  | 9    | DNF | 14  | 14  | 4   | 5   | 12  | 10  | DNF | 10  | 6   | 9   | 7    | 14  | 12  | 69     |
| 6    | Williams Cosworth    | 10  | 14  | DNF  | 10  | 15  | 16   | DNF | 17  | 13  | DNF | 10  | 13  | 6   | 14  | 7   | 10  | DNF | 10   | 8P  | 16  | 69     |
| 7    | Force India Mercedes | 14  | 12  | DNF  | 5   | 11  | 7    | 8   | 9   | 10  | 6   | 8   | 17  | DNF | 5   | 16  | 9   | DNF | DNF  | 12  | 13  | 68     |
| 7    | Force India Mercedes | 15  | 9   | 7    | DNF | DNF | 15†  | 9   | 13  | 9   | 16  | 11  | 16  | 13  | 10  | 12  | DNF | DNF | 6    | DNF | DNF | 68     |
| 8    | BMW Sauber Ferrari   | 22  | DNF | 12   | DNS | DNF | DNF  | DNF | 11  | DNF | 12  | DNF | 14  | 7   | 11  | 14  | DNF | 8   | 9    | 17  | 11  | 44     |
| 8    | BMW Sauber Ferrari   | 23  | DNF | DNF  | DNF | DNF | 12   | DNF | 10  | DNF | 7   | 6   | 11  | 9   | 8   | DNF | DNF | 7   | 8    | 10  | 14  | 44     |
| 9    | STR Ferrari          | 16  | 16† | DNF  | 11  | DNF | DNF  | 10  | 16  | 8   | 9   | 12  | DNF | 12  | 12  | 11  | 14  | 10  | DNF  | 13  | 15  | 13     |
| 9    | STR Ferrari          | 17  | 13  | 11   | 9   | 13  | 10   | 11  | 12  | 12  | 13  | DNF | 15  | DNF | 13  | 15  | 12  | 11  | 11   | 11  | 9   | 13     |
| 10   | Lotus Cosworth       | 18  | 17† | DNS  | 17  | DNF | 17   | 15† | DNF | DNF | 21  | 16  | DNF | 15  | 19  | DNF | DNF | 13  | DNF  | 19  | 21† | 0      |
| 10   | Lotus Cosworth       | 19  | 15  | 13   | NC  | 14  | DNS  | DNF | DNF | 16  | DNF | 17  | DNF | 14  | 16  | 18  | 16† | 12  | 13   | 18  | 17  | 0      |
| 11   | HRT Cosworth         | 20  | DNF | 14   | 15  | 17  | DNF  | 14† | 20† | 18  | 18  | 19  | DNF | 19  | 20  | 19  | DNF | 16  | 15   | 22  | 20  | 0      |
| 11   | HRT Cosworth         | 21  | DNF | DNF  | 16  | 16  | DNF  | DNF | DNF | DNF | 20  | 20  | 19  | 17  | DNF | DNF | DNF | 15  | 14   | 21  | 19  | 0      |
| 12   | Virgin Cosworth      | 24  | DNF | DNF  | DNF | DNS | 18   | DNF | 18  | DNF | 19  | 18  | 18  | 16  | 18  | 17  | DNF | 14  | DNF  | 20  | DNF | 0      |
| 12   | Virgin Cosworth      | 25  | DNF | DNF  | 14  | DNF | 19   | DNF | 19  | 19  | 17  | DNF | DNF | 18  | 17  | 20  | 15  | DNS | DNF  | NC  | 18  | 0      |
| Pos. | Constructeur         | Nr. | BHR | AUS  | MAL | CHN | SPA  | MON | TUR | CAN | EUR | GBR | DUI | HON | BEL | ITA | SIN | JPN | KOR  | BRA | ABU | Punten |

| Resultaat                       |
| ------------------------------- |
| Winnaar                         |
| Tweede plaats                   |
| Derde plaats                    |
| Gefinisht (punten behaald)      |
| Gefinisht (geen punten behaald) |
| Niet geklasseerd (NC)           |
| Uitgevallen (DNF)               |
| Niet gekwalificeerd (DNQ)       |
| Gediskwalificeerd (DSQ)         |
| Niet gestart (DNS)              |
| Gewond (INJ)                    |
| Uitgesloten (EX)                |
| Teruggetrokken (WD)             |
| Niet deelgenomen (blanco cel)   |
| P Pole position                 |
| S Snelste ronde                 |

† — Coureur is niet gefinisht in de GP, maar heeft wel 90% van de race-afstand afgelegd, waardoor hij als geklasseerd genoteerd staat.

## Trivia
Banden
Bandenfabrikant Bridgestone maakte na afloop van het seizoen 2009 bekend zijn leverancierscontract niet te verlengen na het seizoen van 2010, wanneer deze afliep. Pirelli is vanaf 2011 de bandenleverancier en zal tot en met het seizoen 2024 banden blijven leveren.
US F1 Team
In 2010 zou er nog een team op de grid komen, namelijk US F1, maar door financiële problemen kon dit niet doorgaan. Stefan GP heeft nog geprobeerd om dit plekje in te nemen, maar ook dit lukte niet. Hierdoor stonden er in 2010 twaalf teams op de grid in plaats van dertien. Ook in 2011 nam er geen dertiende team deel, aangezien geen enkel kandidaat-team voldeed aan de gestelde eisen. De FIA heeft besloten US F1 een boete van 309.000 euro (is gelijk aan het inschrijvingsgeld) te geven vanwege het niet deelnemen aan het huidige Formule 1-seizoen. Ook zullen ze uit elke competitie van de FIA geweerd worden.
McLaren MP4-25 ·
Mercedes MGP W01 ·
Red Bull RB6 ·
Ferrari F10 ·
Williams FW32 ·
Renault R30 ·
Force India VJM03 ·
Toro Rosso STR5 ·
Lotus T127 ·
HRT F110 ·
BMW Sauber C29 ·
Virgin VR-01
1950 · 1951 · 1952 · 1953 · 1954 · 1955 · 1956 · 1957 · 1958 · 1959 · 1960 · 1961 · 1962 · 1963 · 1964 · 1965 · 1966 · 1967 · 1968 · 1969 · 1970 · 1971 · 1972 · 1973 · 1974 · 1975 · 1976 · 1977 · 1978 · 1979 · 1980 · 1981 · 1982 · 1983 · 1984 · 1985 · 1986 · 1987 · 1988 · 1989 · 1990 · 1991 · 1992 · 1993 · 1994 · 1995 · 1996 · 1997 · 1998 · 1999 · 2000 · 2001 · 2002 · 2003 · 2004 · 2005 · 2006 · 2007 · 2008 · 2009 · 2010 · 2011 · 2012 · 2013 · 2014 · 2015 · 2016 · 2017 · 2018 · 2019 · 2020 · 2021 · 2022 · 2023 · 2024 · 2025 · 2026 
 Lijst van Formule 1 Grand Prix-wedstrijden